# Vale do Sinai
Vale do Sinai é um bairro não-oficial da cidade de Manaus, capital do estado brasileiro do Amazonas. Oficialmente, o bairro é pertencente ao bairro da Cidade Nova, situado na zona norte, como reconhecido pela prefeitura da cidade. Limita-se com os bairros de Manôa, Monte Sinai e Monte das Oliveiras. A população estimada do bairro é de 8 000 habitantes. 